# August Willem Philip Weitzel

Oberst August Willem Philip Weitzel (1870)

August Willem Philip Weitzel (* 6. Januar 1816 in Den Haag; † 29. März 1896 ebenda) war ein niederländischer Offizier, Generalmajor und konservativ-liberaler Politiker, der unter anderem zwischen 1873 und 1874 im Kabinett De Vries/Fransen van de Putte sowie von 1874 bis 1875 im darauf folgenden Kabinett Heemskerk/van Lynden van Sandenburg Kriegsminister war. Im Jahr 1874 wurde eine gesetzliche Regelung für das Befestigungssystem erlassen, wodurch die Landesverteidigung in der Neuen Verteidigungslinie (Nieuwe Hollandse Waterlinie) mit der darin befindlichen Stellung von Amsterdam konzentriert wurde. Er kollidierte oft mit König König Wilhelm III., der sich nach 1875 fünfmal weigerte, ihn nach seinem Ausscheiden aus dem Kabinett zum Generalleutnant zu befördern. Im Kabinett Heemskerk Azn. war er zwischen 1883 und 1888 erneut Kriegsminister sowie zwischen 1883 und 1884 für einige Monate auch kommissarischer Kolonialminister. Seine hinterlassenen und posthum veröffentlichten Tagebücher geben ein Bild von der Person König Wilhelms III. und dessen Spannungsverhältnis mit Weitzel.

## Leben

### Militärische Laufbahn und Aufstieg zum Generalmajor

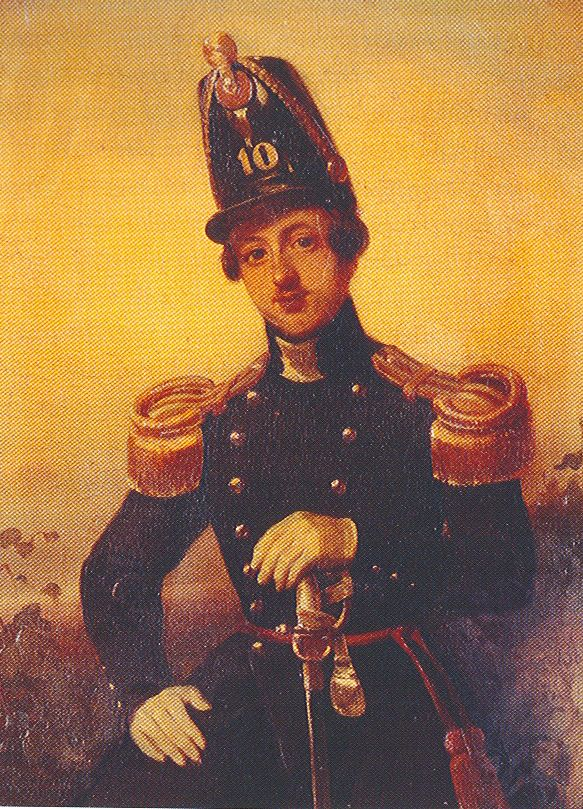
August Willem Philip Weitzel als Leutnant des 10. Infanterieregiments (1846).

August Willem Philip Weitzel war der Sohn des aus Niedermittlau stammenden Johan Philip Weitzel (1765–1845), der Kavallerieoffiziers zur Zeit der Republik der Sieben Vereinigten Provinzen sowie der zwischen 1795 und 1806 bestehenden Batavischen Republik und der mit 49 Jahren seine 26 Jahre jüngere Mutter Luise Diaz de Vivano heiratete, deren Vater als Oberstleutnant Kommandant der Artillerieschule in Den Haag war. Er absolvierte seine eigene Offiziersausbildung nicht in der Königlichen Militärakademie (Koninklijke Militaire Academie), sondern unmittelbar im Heer (Koninklijke Landmacht). Im Anschluss fand er verschiedene Verwendungen als Offizier und Stabsoffizier sowie zwischen 1842 und 1848 als Redakteur der militärwissenschaftlichen Zeitung Militaire Spectator, für die er zahlreiche Artikel verfasste. Er diente als Leutnant (2e Luitenant) 1846 im 10. Infanterieregiment sowie als Hauptmann (Kapitein) als Adjutant von General François Vincent Henri Antoine de Stuers, der von 1854 bis 1858 Oberkommandierender der Königlich Niederländisch-Indischen Armee KNIL (Koninklijk Nederlandsch-Indisch Leger). Während seiner dortigen Verdienste sowie für seinen militärischen Einsatz in Lampung wurden ihm am 26. März 1853 das Ritterkreuz des Ordens der Eichenkrone sowie am 7. Juni 1857 auch das Ritterkreuz des Militär-Wilhelms-Ordens verliehen. Zwischenzeitlich wurde er am 24. April 1855 auch Mitglied der 1776 gegründeten Batavischen Gesellschaft der Künste und Wissenschaften Bataviaasch Genootschap der Konsten en Wetenschappen, die 1910 den Zusatztitel einer  Königlichen Gesellschaft erhielt.
Nach seiner Rückkehr wurde Weitzel wieder Redakteur der Fachzeitschrift Militaire Spectator und war daraufhin vom 26. März 1860 bis 16. April 1872 Direktor der Normalen Schießschule (Normaal-Schietschool).  Er wurde als solcher am 1. Mai 1868 zum Oberst (Kolonel) der Infanterie befördert und übernahm zugleich zwischen 1868 und 1872 den Posten als Kommandant der Garnison Maastricht. Nach Beendigung dieser Verwendung wurde er am 16. April 1872 zum Generalmajor (Generaal-majoor) der Infanterie befördert.

### Kriegsminister 1873 bis 1875 und Konflikt mit König Wilhelm III.
Am 6. Oktober 1873 übernahm Weitzel als Nachfolger des kommissarischen Amtsinhabers Lodewijk Gerard Brocx das Amt des Kriegsministers (Minister van Oorlog) im Kabinett De Vries/Fransen van de Putte und bekleidete dieses bis zum 27. August 1874. Während dieser Zeit wurde er am 12. Mai 1874 Kommandeur des Ordens vom Niederländischen Löwen.
Das Amt des Kriegsministers hatte er zwischen dem 27. August 1874 und seiner Ablösung durch Hendrik Johannes Enderlein am 29. April 1875 auch im Kabinett Heemskerk/van Lynden van Sandenburg inne.  Während seiner Amtszeit wurde 1874 das Festungsgesetz (Vestingwet), das die Verteidigung der Niederlande im Konzept der Festung Holland (Vesting Holland) in der Neuen Verteidigungslinie (Nieuwe Hollandse Waterlinie) konzentrierte. Innerhalb dieser Festung befand sich die Verteidigungslinie der Stellung von Amsterdam, ein Ring neuer Befestigungsanlagen um die Hauptstadt. Außerdem wurden nur Stellungen entlang der IJssel, an der Schelde und bei Den Helder gebaut, während die Befestigungen um Städte außerhalb der Verteidigungslinie abgebaut wurden. Für den Bau des Verteidigungssystems gab es ein separates Budget. Er forderte am 26. April 1875 seinen Rücktritt an, nachdem sich bei der Diskussion über den Festungshaushalt (Vesting Budget) herausgestellt hatte, dass es in der Zweiten Kammer der Generalstaaten (Tweede Kamer der Staten-Generaal), des Unterhauses des Parlaments (Generalstaaten), ernsthafte Einwände gegen seine beabsichtigte Politik gab.
Nach seinem Ausscheiden aus dem Kabinett blieb er als Generalmajor von Mai 1875 bis Februar 1878 im aktiven Dienst und stand in dieser Zeit zur Verfügung des Kriegsministeriums. Im März 1876 wurde er Mitglied des Inspektionsausschusses der Koninklijke Militaire Academie. Er kollidierte oft mit König König Wilhelm III., der sich nach 1875 fünfmal weigerte, ihn nach seinem Ausscheiden aus dem Kabinett zum Generalleutnant zu befördern. Im Anschluss befand er zwischen Februar 1878 und dem 23. April 1883 außer Dienst und ohne weitere Verwendung. 1882 wurde er auch Ehrenmitglied der Batavischen Gesellschaft der Künste und Wissenschaften Bataviaasch Genootschap der Konsten en Wetenschappen.

### Kriegsminister im Kabinett Heemskerk Azn. und spätere Ämter

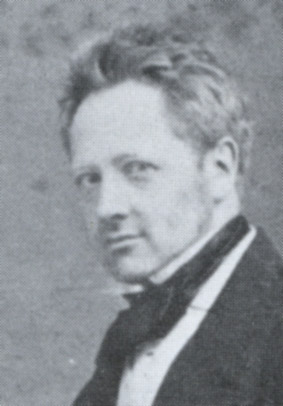
Im Kabinett von Ministerpräsident Jan Heemskerk war Weitzel zwischen 1883 und 1888 abermals Kriegsminister sowie zeitweise kommissarischer Kolonialminister.

Weitzel wurde am 23. April 1883 als Kriegsminister ins Kabinett Heemskerk Azn. berufen und übte dieses Amt bis zum 21. April 1888 aus. Während dieser Zeit fungierte er nach dem Rücktritt des bisherigen Amtsinhabers Franciscus Gerard van Bloemen Waanders zwischen dem 25. November 1883 und dem 27. Februar 1884 als kommissarischer Kolonialminister (Minister van Koloniën ad interim). In dieser Zeit war er von April 1883 bis April 1888 auch kommissarischer Sekretär des Ministerrats (tijdelijk Secretaris van de ministerraad).
Als Minister im Kabinett Heemskerk verteidigte er erfolgreich die Revision der Verteidigungsbestimmungen in der Verfassung (Grondwet). Es war in der Verfassung enthalten, dass die See- und Landstreitkräfte aus Freiwilligen und Wehrpflichtigen bestehen sollten, während die Regelung der Wehrpflicht (verplichte Krijgsdienst) dem ordentlichen Gesetzgeber überlassen wurde. Bestimmungen zur Milizausbildung und zur Bürgermiliz (Schutterij) waren in der Verfassung nicht mehr enthalten. In der Zeit von 1883 bis 1888 wurden durch ihn andererseits Vorschläge zur Verbesserung der Miliz gemacht, wie zum Beispiel die Ausweitung der Milizdienste und die Einführung einer Ausbildung unter der Aufsicht von aktiven oder ehemaligen Berufssoldaten.
Als August Willem Philip Weitzel kommissarischer Minister der Kolonien war, entschied sich das Sultanat von Aceh – hauptsächlich aus finanzieller Sicht – für eine Truppenkonzentration anstelle einer großangelegten Offensivtaktik. Das Kabinett förderte damit den Rücktritt des Generalgouverneurs von Niederländisch-Indien Frederik s’Jacob, der wegen der sogenannten „Billiton-Affäre“ bereits heftig angegriffen wurde. Er nominierte daraufhin den gemäßigt-liberalen ehemaligen Kolonialminister und Vorsitzenden der Zweiten Kammer Otto van Rees, der die neue Taktik befürwortete, zum Nachfolger als Generalgouverneur.
1889 wurde Weitzel Ehrenvorsitzender des Niederländischen Verbandes ehemaliger Unteroffiziere (Nederlandsche Bond van Oud-Onderofficieren). Während des Aceh-Krieges, ein von 1873 bis 1904 dauernder bewaffneter Konflikt zwischen den Niederlanden und dem muslimischen Sultanat von Aceh im Norden Sumatras, der zur Eroberung der Achinesen durch die Niederlande und schließlich zur niederländischen Herrschaft über die gesamte Region führte, war er 1893 Vorsitzender des Beratungsausschusses zur Einrichtung einer indischen Reservebrigade.

## Veröffentlichungen
August Willem Philip Weitzel verfasste zahlreiche Bücher und Artikel zu militärischen Themen, die teilweise autobiografische oder biografisch geprägt waren, wie zum Beispiel „De laatste Stuarts“, einen Artikel über das Auftreten von Wahnsinn in mehreren europäischen Königshäusern vor, darunter auch im russischen, weswegen er angesichts der engen Beziehung zum niederländischen Königshaus auch implizit die Erzieher von Kronprinzessin Wilhelmina warnte. Seine hinterlassenen und posthum veröffentlichten Tagebücher geben ein Bild von der Person König Wilhelms III. und dessen Spannungsverhältnis mit Weitzel.
Zu seinen Veröffentlichungen gehören:

### Bücher
- Handleiding bij het schieten met draagbare vuurwapenen, 1852
- De derde militaire expeditie naar het eiland Bali in 1849, 1859.
- Schetsen uit het oorlogsleven in Nederlandsch-Indië. De Lampongs in 1856, 1862.
- Batavia in 1858, 1860
- Het leven van den generaal-majoor (later luitenant-generaal en adjudant in buitengewonen dienst van Zijne Majesteit den Koning) F.V.A. Ridder de Stuers, Ridder der Militaire Willems Orde 3de Klasse, Commandeur der Orde van den Nederlandschen Leeuw, Groot-Officier der Orde van de Eikenkroon, Officier van het Legioen van Eer, Ridder van de Orde der Réunie, oud-Bevelhebber van het Nederlandsche leger in Oost-Indië, 1862.
- De geschiedenis van het onderwijs in het schieten bij de Nederlandsche infanterie, 1870.
- De organisatie bij de wet onzer strijdkrachten te land, 1871.
- Het leven van den ridmeester J.P. Weitzel, Ridder van de Orde van de Réunie. Door zijn zoon den Kolonel A.W.P. Weitzel, 1871
- De beteekenis en de geschiedenis onzer grondwettige voorschriften aangaande de landsverdediging, zoowel met betrekking tot Nederland als tot zijne Overzeesche bezittingen, Den Haag, 1880.
- Herinneringen van een oud-vrijwilliger. Schetsen en beelden uit het militaire leven tusschen 1830–1840, 1881.
- Borneo van Zuid naar Noord, een recensie van Michael Théophile Hubert Perelaers „Borneo van Zuid naar Noord“, 1882.
- Geschiedkundig overzicht van de expeditie naar Tomorie op Celebes in het jaar 1856, 1883.

posthum
- Maar majesteit! koning Willem III en zijn tijd. De geheime dagboeken van minister A.W. P. Weitzel, Herausgeber Paul van’t Veer, 3. Auflage, 1968

### Artikel
- Het tweegevecht, 1842
- Proeve van de nieuwe grondwet, 1849
- Belangrijke proeven hier te lande genomen met draagbare vuurwapenen, 1849
- Iets over de proeve van bezuiniging op de begrooting van oorlog enz., 1849
- Over de samenwerking der land- en zeemagt tot de defensie, 1849
- Historisch overzicht van den aanval op Sintang in 1856, 1860
- Een volkslied voor Nederland, 1880